# Torben Anton Svendsen
Pour les articles homonymes, voir Svendsen.
Torben Anton Svendsen, né à Copenhague (Danemark) le 17 septembre 1904 et mort le 18 juin 1980, est un réalisateur, metteur en scène et violoncelliste danois.

## Biographie
De 1966 à 1974, Torben Anton Svendsen est chef adjoint au Théâtre royal danois.

### Liens familiaux
Torben Anton Svendsen est le fils du violoniste Anton Svendsen, s'est marié avec l'actrice Karin Nellemose avec qui il a une fille, Annemette Svendsen.

## Filmographie
- 1950 : Susanne
- 1951 : Mød mig på Cassiopeia  (da)
- 1952 : To minutter for sent  (da)
- 1953 : Sønnen  (da)
- 1954 : Det er så yndigt at følges ad  (da)
- 1955 : På tro og love
- 1957 : Jeg elsker dig  (da)

## Honneurs et distinctions
- 1974 : médaille Ingenio et Arti
- Chevalier de première classe de l'ordre de Dannebrog